# Allodia circumdata
Allodia circumdata är en tvåvingeart som först beskrevs av Santos Abreu 1920.  Allodia circumdata ingår i släktet Allodia och familjen svampmyggor.
Artens utbredningsområde är Kanarieöarna. Inga underarter finns listade i Catalogue of Life.